# 1729 в Україні

## Події
- Генеральне слідство про маєтності

## Особи

### Народились
- 28 квітня Полторацький Марко Федорович (1729—1795) — український співак (баритон). Козак Сосницької сотні Чернігівського полку. Дійсний статський радник при Петербурзькому дворі Росії.
- вересень Анастасій Пйотровський (1729—1792) — священик-василіянин, педагог, секретар Руської провінції Василіянського Чину, перший протоігумен утвореної в 1780 році василіянської провінції Найсвятішого Спасителя (1780—1784).
- Козельський Яків Павлович (1729—1794) — письменник, філософ-просвітитель, член Другої Малоросійської колегії.
- Амфілохій (Леонтович) (1729—1798) — архімандрит Київського Межигірського та Пустинно-Миколаївського монастирів. Єпископ Відомства православного сповідання Російської імперії, єпископ Переяславський і Бориспільський. Вікарій Київської митрополії.
- Феоктист (Мочульський) (1729—1818) — один із протекторів Харківського колегіуму. Архієпископ Бєлгородський і Курський Відомства православного сповідання Російської імперії.
- Кирило І Флоринський (1729—1779) — єпископ Севський і Брянський Відомства православного сповідання Російської імперії, архімандрит Новоторзького Борисоглібського монастиря на Московщині.
- Яценко Лука (1729—1807) — церковний діяч і письменник.

### Померли
- 19 квітня Юзефович Ян Томаш (1663—1729) — львівський католицький священик, автор хроніки Львова в 1624—1700 роках.
- 20 липня Партеній Ломиковський (? — 1729) унійний ієромонах-василіянин, архидиякон Львівської архикатедри, довголітній ігумен Підгорецького монастиря (1686—1729).
- Гамалія Степан Михайлович (? — 1729) — український державний діяч часів Гетьманщини.
- Журман Василь Матвійович (? — 1729) — стародубський полковий старшина (1710—1724).
- Анастасія Маркович (1667/1671-1729) — українська державна діячка. Другий чоловік — гетьман Іван Скоропадський. Часто втручалась у перебіг державних справ, за що прозвана «Настею-гетьманихою».
- Надаржинський Тимофій Васильович (? — 1729) — духівник Петра I і його дружини Катерини, родоначальник роду Надаржинських.
- Полуботок Тетяна Леонтіївна (? — 1729) — сестра гетьмана Павла Полуботка, дружина Генерального писаря Семена Савича.
- Сенютович Іоаникій (? — 1729) — український релігійний діяч доби Гетьманщини. Архімандрит Печерський.

## Засновані, зведені
- Дзвіниця церкви Святого Духа (Львів)
- Колегіальний костел Пресвятої Діви Марії
- Собор Святого Воскресіння (Івано-Франківськ)
- Монастир тринітаріїв (Луцьк)
- Корольча
- Нова Гутиська
- Савин (село)
- Семаки
- Сотниківка
- Стара Гутиська